# Gaius Aburnius Valens
Gaius Aburnius Valens war ein im 2. Jahrhundert n. Chr. lebender römischer Politiker.
Durch Militärdiplome, die auf den 14. Oktober 109 datiert sind, ist belegt, dass Valens 109 zusammen mit Gaius Iulius Proculus Suffektkonsul war; die beiden übten das Amt vom 1. September bis zum 31. Dezember aus. Darüber hinaus werden die beiden Konsuln auch in den Fasti Ostienses aufgeführt. Bei Lucius Fulvius Aburnius Valens dürfte es sich um seinen Sohn handeln.